# Gran Premi de Singapur del 2015
El Gran Premi de Singapur de Fórmula 1 de la temporada 2015 s'ha disputat al Circuit de Singapur, del 18 al 20 de setembre del 2015.

## Resultats de la qualificació
| Pos                  | No | Pilot             | Constructor          | Part 1   | Part 2   | Part 3   | Sortida |
| -------------------- | -- | ----------------- | -------------------- | -------- | -------- | -------- | ------- |
| 1                    | 5  | Sebastian Vettel  | Ferrari              | 1:46.017 | 1:44.743 | 1:43.885 | 1       |
| 2                    | 3  | Daniel Ricciardo  | Red Bull-Renault     | 1:46.166 | 1:45.291 | 1:44.428 | 2       |
| 3                    | 7  | Kimi Räikkönen    | Ferrari              | 1:46.467 | 1:45.140 | 1:44.667 | 3       |
| 4                    | 26 | Daniïl Kviat      | Red Bull-Renault     | 1:45.340 | 1:44.979 | 1:44.745 | 4       |
| 5                    | 44 | Lewis Hamilton    | Mercedes             | 1:45.765 | 1:45.650 | 1:45.300 | 5       |
| 6                    | 6  | Nico Rosberg      | Mercedes             | 1:46.201 | 1:45.653 | 1:45.415 | 6       |
| 7                    | 77 | Valtteri Bottas   | Williams-Mercedes    | 1:46.231 | 1:45.887 | 1:45.676 | 7       |
| 8                    | 33 | Max Verstappen    | Toro Rosso-Renault   | 1:46.483 | 1:45.635 | 1:45.798 | 8       |
| 9                    | 19 | Felipe Massa      | Williams-Mercedes    | 1:46.879 | 1:45.701 | 1:46.077 | 9       |
| 10                   | 8  | Romain Grosjean   | Lotus-Mercedes       | 1:46.860 | 1:45.805 | 1:46.413 | 10      |
| 11                   | 27 | Nico Hülkenberg   | Force India-Mercedes | 1:46.669 | 1:46.305 |          | 11      |
| 12                   | 14 | Fernando Alonso   | McLaren-Honda        | 1:46.600 | 1:46.328 |          | 12      |
| 13                   | 11 | Sergio Pérez      | Force India-Mercedes | 1:46.576 | 1:46.385 |          | 13      |
| 14                   | 55 | Carlos Sainz, Jr. | Toro Rosso-Renault   | 1:46.465 | 1:46.894 |          | 14      |
| 15                   | 22 | Jenson Button     | McLaren-Honda        | 1:46.891 | 1:47.019 |          | 15      |
| 16                   | 12 | Felipe Nasr       | Sauber-Ferrari       | 1:46.965 |          |          | 16      |
| 17                   | 9  | Marcus Ericsson   | Sauber-Ferrari       | 1:47.088 |          |          | 17      |
| 18                   | 13 | Pastor Maldonado  | Lotus-Mercedes       | 1:47.323 |          |          | 18      |
| 19                   | 28 | Will Stevens      | Marussia-Ferrari     | 1:51.021 |          |          | 191     |
| 20                   | 53 | Alexander Rossi   | Marussia-Ferrari     | 1:51.523 |          |          | 202     |
| 107% temps: 1:52.713 |    |                   |                      |          |          |          |         |
| Font:                |    |                   |                      |          |          |          |         |

Notes
^1  – Will Stevens ha rebut una penalització de 5 llocs a la graella per substituir la caixa de canvi però no veu alterada la seva posició a la graella perquè Rossi ha rebut una sanció idèntica.

^2  – Alexander Rossi ha rebut una penalització de 5 llocs a la graella per substituir la caixa de canvi.

## Resultats de la Cursa
| Pos   | No | Pilot            | Constructor          | Voltes  | Temps / Retirada | Pos.Sortida   | Punts |    |
| ----- | -- | ---------------- | -------------------- | ------- | ---------------- | ------------- | ----- | -- |
| 1     | 1  | 5                | Sebastian Vettel     | Ferrari | 61               | 2h 01' 22 118 | 1     | 25 |
| 2     | 3  | Daniel Ricciardo | Red Bull-Renault     | 61      | + 1.478 s        | 2             | 18    |    |
| 3     | 7  | Kimi Räikkönen   | Ferrari              | 61      | + 17.154 s       | 3             | 15    |    |
| 4     | 6  | Nico Rosberg     | Mercedes             | 61      | + 24.720 s       | 6             | 12    |    |
| 5     | 77 | Valtteri Bottas  | Williams-Mercedes    | 61      | + 34.204 s       | 7             | 10    |    |
| 6     | 26 | Daniïl Kviat     | Red Bull-Renault     | 61      | + 35.508 s       | 4             | 8     |    |
| 7     | 11 | Sergio Pérez     | Force India-Mercedes | 61      | + 50.836 s       | 13            | 6     |    |
| 8     | 33 | Max Verstappen   | Toro Rosso-Renault   | 61      | + 51.450 s       | 8             | 4     |    |
| 9     | 55 | Carlos Sainz Jr. | Toro Rosso-Renault   | 61      | + 52.860 s       | 14            | 2     |    |
| 10    | 12 | Felipe Nasr      | Sauber-Ferrari       | 61      | + 1:30.045 min.  | 16            | 1     |    |
| 11    | 9  | Marcus Ericsson  | Sauber-Ferrari       | 61      | + 1:37.507 min.  | 17            |       |    |
| 12    | 13 | Pastor Maldonado | Lotus-Mercedes       | 61      | + 1:37.718 min.  | 18            |       |    |
| 131   | 8  | Romain Grosjean  | Lotus-Mercedes       | 59      | Caixa de canvi   | 10            |       |    |
| 14    | 53 | Alexander Rossi  | Marussia-Ferrari     | 59      | + 2 Voltes       | 20            |       |    |
| 15    | 28 | Will Stevens     | Marussia-Ferrari     | 59      | + 2 Voltes       | 19            |       |    |
| Ret   | 22 | Jenson Button    | McLaren-Honda        | 52      | Caixa de canvi   | 15            |       |    |
| Ret   | 14 | Fernando Alonso  | McLaren-Honda        | 33      | Caixa de canvi   | 12            |       |    |
| Ret   | 44 | Lewis Hamilton   | Mercedes             | 32      | Accelerador      | 5             |       |    |
| Ret   | 19 | Felipe Massa     | Williams-Mercedes    | 30      | Caixa de canvi   | 9             |       |    |
| Ret   | 27 | Nico Hülkenberg  | Force India-Mercedes | 12      | Col·lisió        | 11            |       |    |
| Font: |    |                  |                      |         |                  |               |       |    |

Notes
^1  – Romain Grosjean es comptabilitza com classificat per haver disputat el 90% de la cursa